# Liste der Stadtbezirke von Krakau
Die Liste der Stadtbezirke von Krakau umfasst die 18 Verwaltungsbezirke der Stadt
Krakau in Polen sowie ehemalige Stadtbezirke, die Aufteilungen erfuhren.

## Stadtbezirke der Stadt Krakau
Die Stadt besteht seit 1990 aus 18 administrativen Stadtbezirken, die Zahl hatte sich durch Bezirksteilungen erhöht. Die Stadt hat 709.400 Einwohner (Stand: 31. Dezember 2019). Bei einer Fläche von 326,8 km² ergibt sich eine durchschnittliche Bevölkerungsdichte von 2170 Ew./km².
Die Grenzen von Stadtbezirken und historischen Stadtteilen sind nicht deckungsgleich, ein kleinerer Stadtteil kann auf mehrere Bezirke verteilt sein. Der größte Stadtteil Nowa Huta wurde in fünf Stadtbezirke aufgeteilt.
| Stadtbezirk Nummer / Name              | Fläche in km² | Bevölkerung | Bevölkerungsdichte in Ew./km² | Karte                       |
| -------------------------------------- | ------------- | ----------- | ----------------------------- | --------------------------- |
| I Stare Miasto                         | 05,5676       | 30.609      | 05.498                        | I Stare Miasto              |
| II Grzegórzki                          | 05,8452       | 29.741      | 05.088                        | II Grzegórzki               |
| III Prądnik Czerwony                   | 06,4379       | 46.599      | 07.238                        | III Prądnik Czerwony        |
| IV Prądnik Biały                       | 23,4187       | 71.752      | 03.064                        | IV Prądnik Biały            |
| V Krowodrza                            | 05,6190       | 30.184      | 05.372                        | V Krowodrza                 |
| VI Bronowice                           | 09,5596       | 23.931      | 02.503                        | VI Bronowice                |
| VII Zwierzyniec                        | 28,7310       | 20.555      | 0715                          | VII Zwierzyniec             |
| VIII Dębniki                           | 46,1887       | 62.615      | 01.356                        | VIII Dębniki                |
| IX Łagiewniki-Borek Fałęcki            | 05,4151       | 15.235      | 02.817                        | IX Łagiewniki-Borek Fałęcki |
| X Swoszowice                           | 25,6040       | 28.176      | 01.100                        | X Swoszowice                |
| XI Podgórze Duchackie                  | 09,5400       | 54.324      | 05.694                        | XI Podgórze Duchackie       |
| XII Bieżanów-Prokocim                  | 18,4739       | 63.277      | 03.425                        | XII Bieżanów-Prokocim       |
| XIII Podgórze                          | 25,6671       | 38.423      | 01.497                        | XIII Podgórze               |
| XIV Czyżyny (Nowa Huta)                | 12,2568       | 30.946      | 02.525                        | XIV Czyżyny                 |
| XV Mistrzejowice (Nowa Huta)           | 05,5900       | 51.795      | 09.266                        | XV Mistrzejowice            |
| XVI Bieńczyce (Nowa Huta)              | 03,6990       | 40.632      | 10.985                        | XVI Bieńczyce               |
| XVII Wzgórza Krzesławickie (Nowa Huta) | 23,8155       | 20.214      | 0849                          | XVII Wzgórza Krzesławickie  |
| XVIII Nowa Huta (Nowa Huta)            | 65,4099       | 50.392      | 0770                          | XVIII Nowa Huta             |

## Ehemalige Stadtbezirke

### Historische Stadtgliederung (1867–1909)

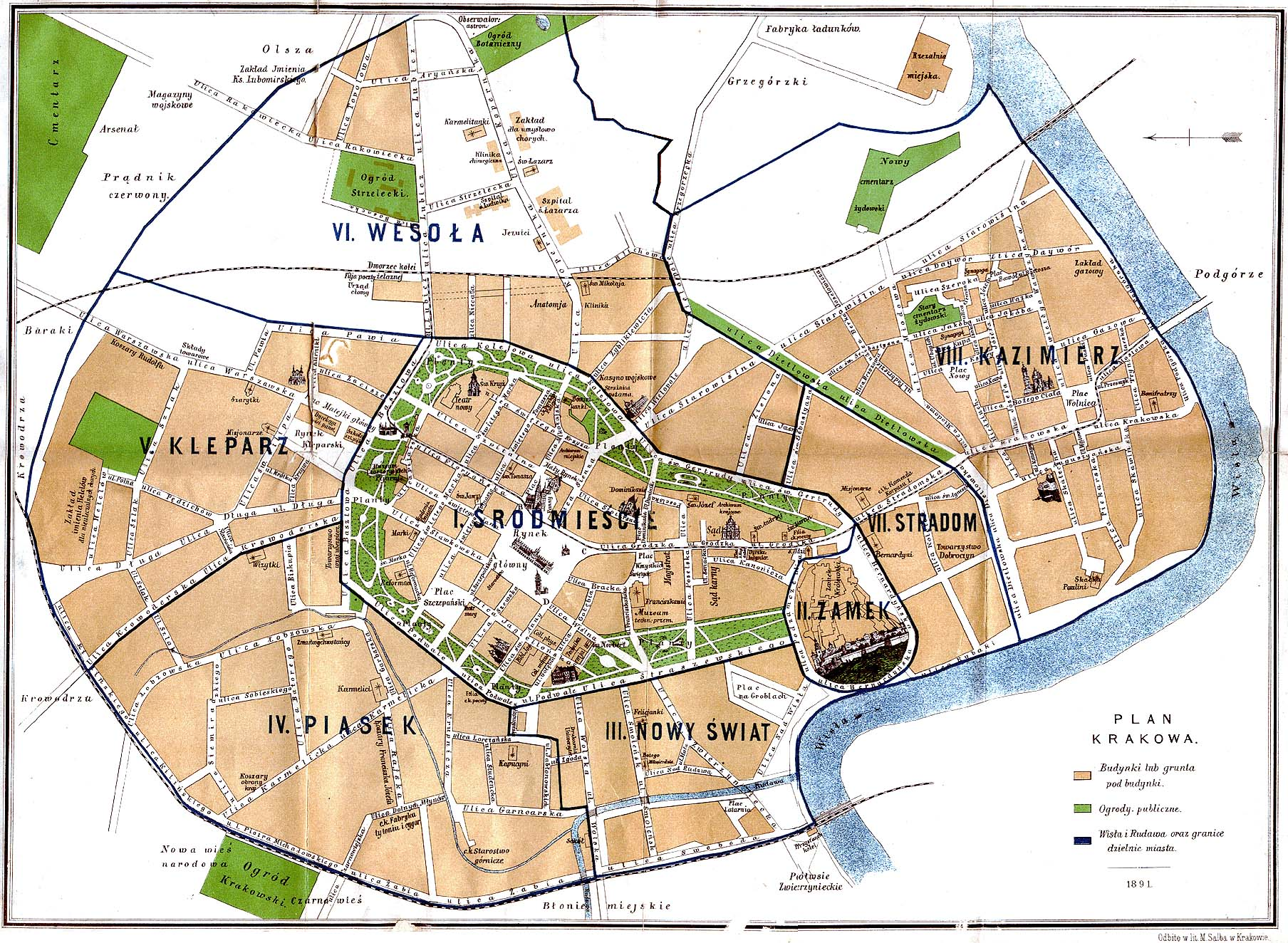
Historische Stadtbezirke (1891)

(Einwohnerzahlen nach der Volkszählung von 1900)
- I. Śródmieście – 16.749
- II. Wawel – 78
- III. Nowy Świat – 5210
- IV. Piasek – 10.079
- V. Kleparz – 9991
- VI. Wesoła – 14.447
- VII. Stradom – 4410
- VIII. Kazimierz – 24.310

Zu der Gesamtzahl von 91.323 Einwohnern gehörte noch die militärische Besatzung mit 6049 Mann.

### Wielki Kraków (Groß Krakau, 1915–1941)

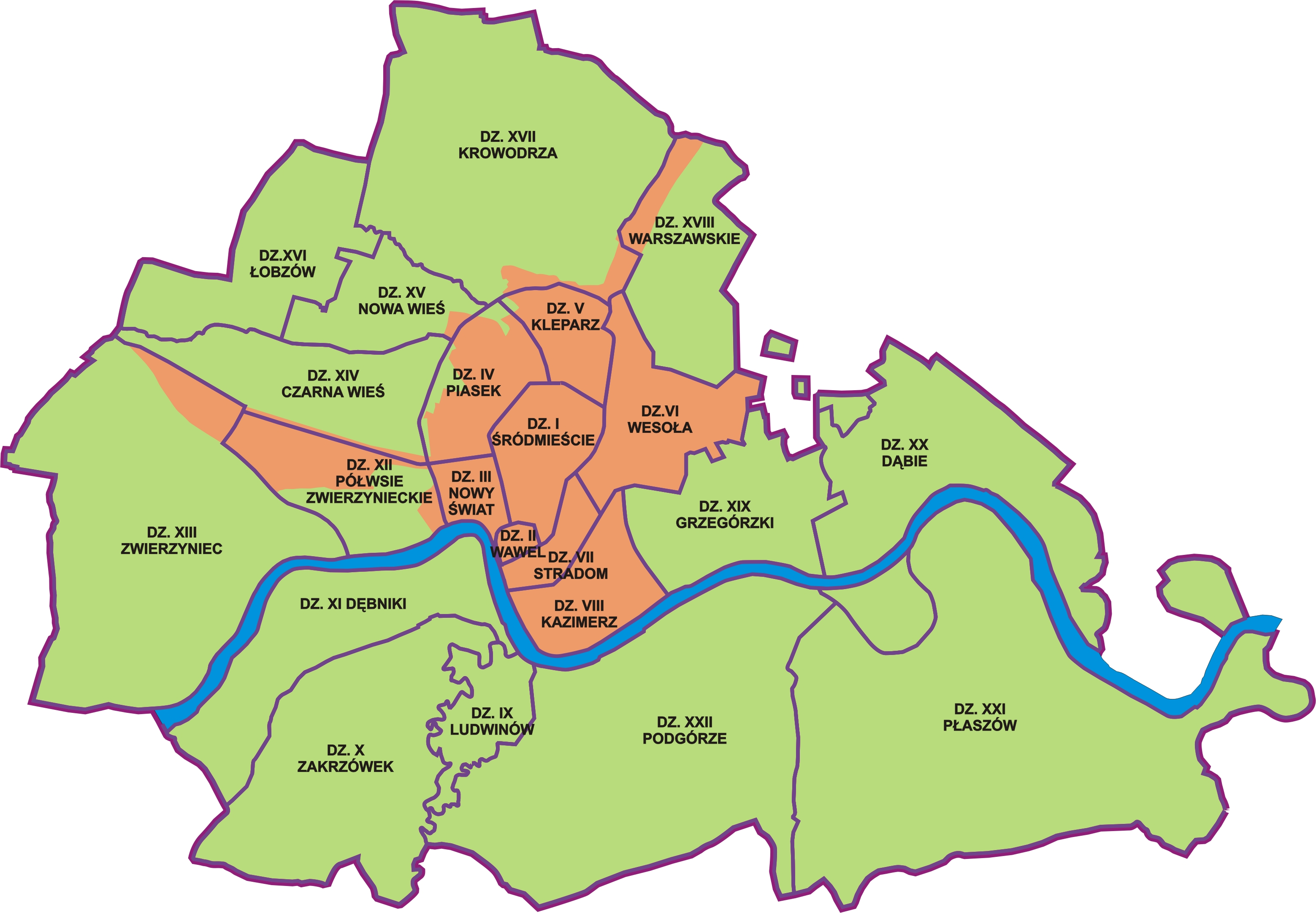
Stadtbezirke des Großen Krakaus im Jahr 1912

(Einwohnerzahlen nach der Volkszählung von 1921)
- I. Śródmieście – 15.301
- II. Wawel – 271
- III. Nowy Świat – 6892
- IV. Piasek – 18.903
- V. Kleparz – 11.406
- VI. Wesoła – 19.922
- VII. Stradom – 8.303
- VIII. Kazimierz – 32.186
- IX. Ludwinów – 2840
- X. Zakrzówek – 2154
- XI. Dębniki – 4747
- XII. Półwsie – 5067
- XIII. Zwierzyniec – 3325
- XIV. Czarna Wieś – 2390
- XV. Nowa Wieś – 4107
- XVI. Łobzów – 1622
- XVII. Krowodrza – 6869
- XVIII. Warszawskie – 2658
- XIX. Grzegórzki – 5141
- XX. Dąbie – 2307
- XXI. Płaszów – 2619
- XXII. Podgórze – 24.676

### Eingemeindungen im Jahr 1941

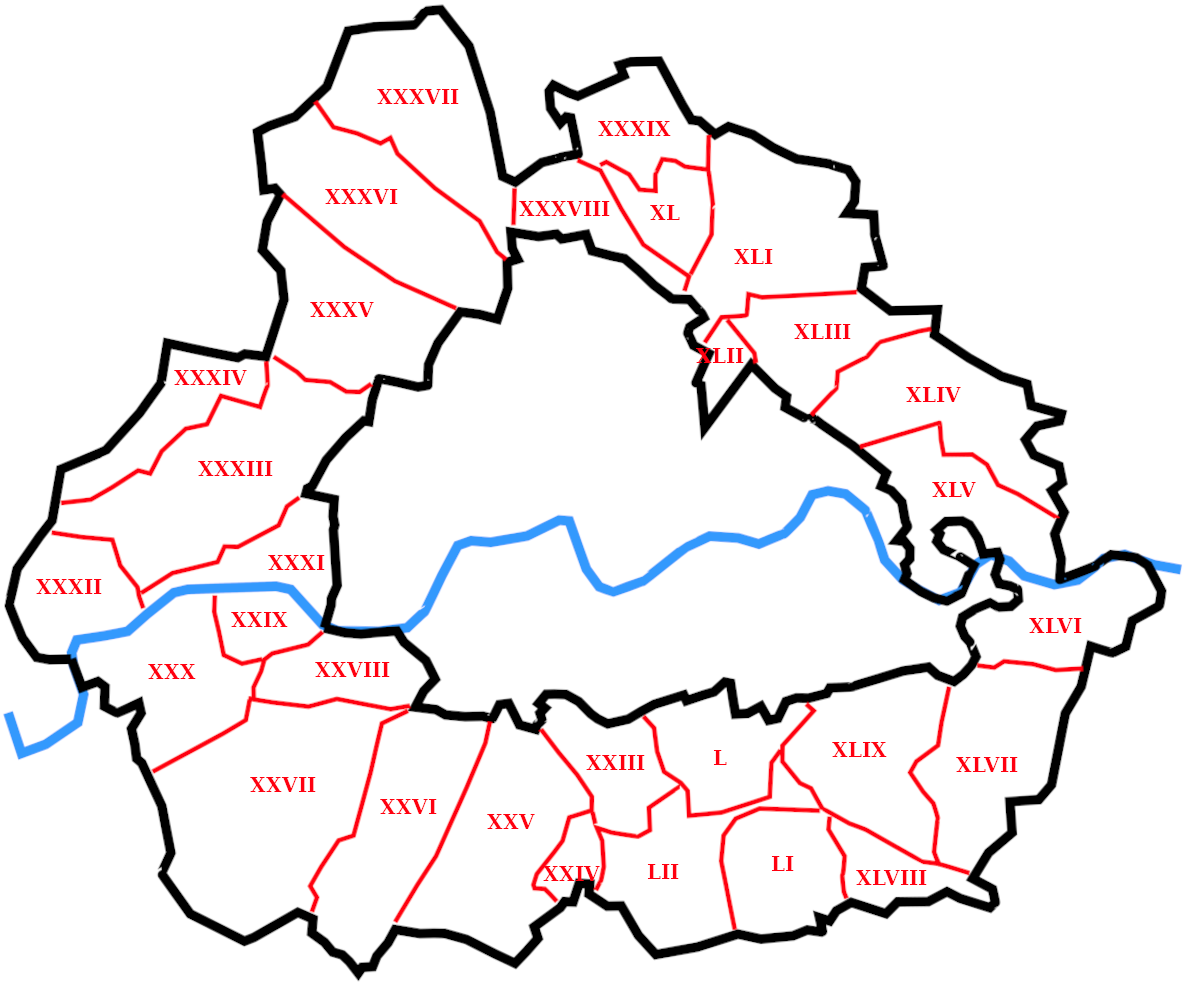
Neue Stadtbezirke nach 1941

XXIII – Łagiewniki, XXIV – Jugowice, XXV – Borek Fałęcki, XXVI – Kobierzyn, XXVII – Skotniki, XXVIII – Pychowice, XXIX – Bodzów, XXX – Kostrze, XXXI – Przegorzały, XXXII – Bielany, XXXIII – Wola Justowska, XXXIV – Chełm, XXXV – Bronowice Małe, XXXVI – Bronowice Wielkie, XXXVII – Tonie, XXXVIII – Prądnik Biały, XXXIX – Witkowice, XL – Górka Narodowa, XLI – Prądnik Czerwony, XLII – Olsza, XXLIII – Rakowice, XLIV – Czyżyny, XLV – Łęg, XLVI – Rybitwy, XLVII – Bieżanów, XLVIII – Rżąka, XLIX – Prokocim, L – Wola Duchacka, LI – Piaski Wielkie, LII – Kurdwanów

### Eingemeindungen im Jahr 1951 (Nowa Huta)
LIII – Mogiła, LIV – Bieńczyce, LV – Mistrzejowice, LVI – Zesławice, LVII – Kantorowice, LVIII – Krzesławice, LIX – Grębałów, LX – Lubocza, LXI – Wadów, LXII – Pleszów, LXIII – Ruszcza, LXIV – Branice

### Stadtbezirke (1954–1973)

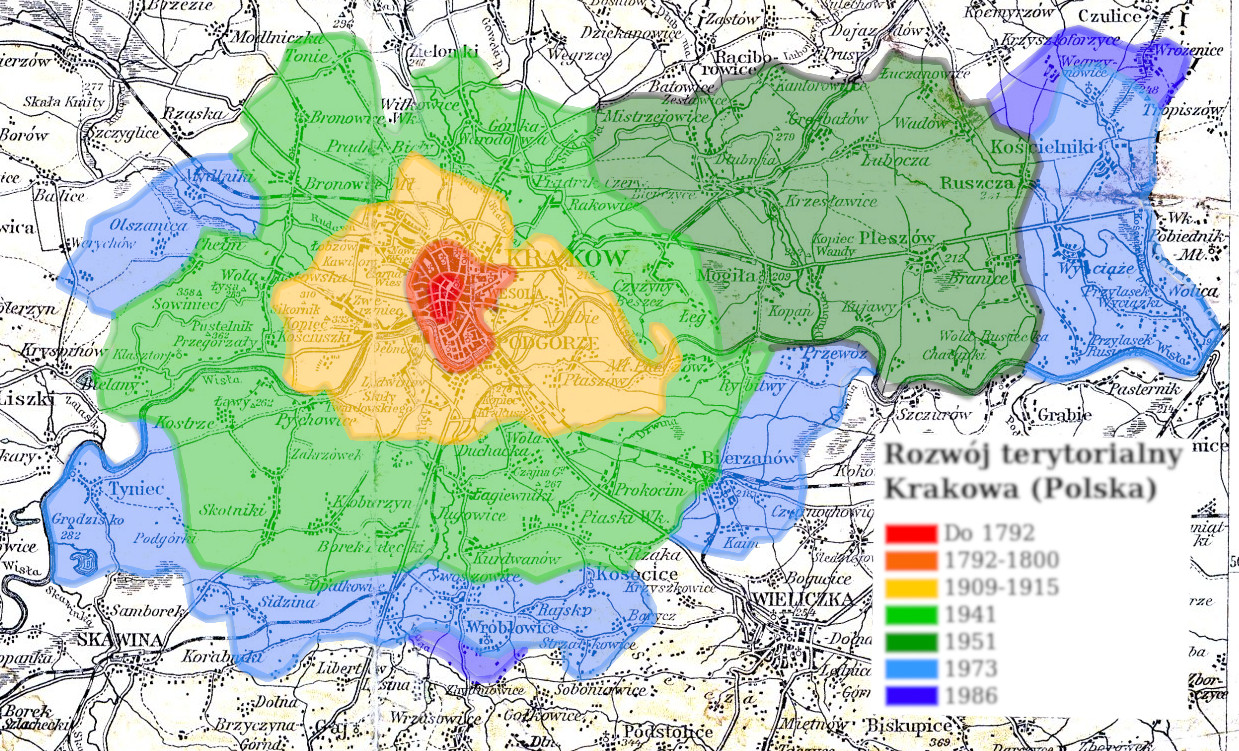
Eingemeindungen 1973 (hell blau) und 1986 (dunkel blau)

| Stadtbezirk  | Fläche in km² | Bevölkerung (1960) | Bevölkerung (1972) |
| ------------ | ------------- | ------------------ | ------------------ |
| Grzegórzki   | 015,9         | 60.000             | 86.000             |
| Kleparz      | 026,9         | 52.000             | 82.000             |
| Nowa Huta    | 076,4         | 101.000            | 174.000            |
| Podgórze     | 077,7         | 93.000             | 109.000            |
| Stare Miasto | 02,4          | 67000              | 49.000             |
| Zwierzyniec  | 030,6         | 106.000            | 109.000            |

### Stadtbezirke (1973–1990)
| Stadtbezirk                                        | Fläche in km² | Bevölkerung (1990) | Neugliederung 1990                                                                                              | Karte       |
| -------------------------------------------------- | ------------- | ------------------ | --- | ----------- |
| Śródmieście (bis 1972 Stare Miasto und Grzegórzki) | 018,1         | 161.000            | I Stare Miasto II Grzegórzki III Prądnik Czerwony                                                               | Śródmieście |
| Krowodrza (bis 1972 Zwierzyniec und Kleparz)       | 070,2         | 160.000            | V Krowodrza IV Prądnik Biały VI Bronowice VII Zwierzyniec                                                       | Krowodrza   |
| Nowa Huta                                          | 110,7         | 224.000            | XVIII Nowa Huta XIV Czyżyny XV Mistrzejowice XVI Bieńczyce XVII Wzgórza Krzesławickie                           | Nowa Huta   |
| Podgórze                                           | 130,9         | 205.000            | XIII Podgórze VIII Dębniki IX Łagiewniki-Borek Fałęcki X Swoszowice XI Podgórze Duchackie XII Bieżanów-Prokocim | Podgórze    |